# Vasco Valdez
Vasco Valdez (1850 — 1935) foi um tradutor português muito ativo nos inícios do século XX. Dos autores que traduziu constam grandes nomes da literatura mundial como Liev Tolstói, Victor Hugo, Émile Zola, Alexandre Dumas, Octave Mirbeau e Vicente Blasco Ibáñez.

## Traduções
- Octave Mirbeau, Memórias duma criada de quarto. Lisboa: Guimarães Editores, 1908. [1]
- Vicente Blasco Ibañez, Miseráveis. Lisboa: Guimarães Editores, 1909. [2]
- Vicente Blasco Ibañez, A Catedral. Lisboa: A Editora, 1910. [3]
- Octave Mirbeau, O Jardim dos Suplícios. Lisboa: Guimarães Editores, 1910. [4]
- Liev Tolstoi, Ana Karenine. Lisboa: Guimarães Editores, 1912. [5]
- Gabriel d'Annunzio, As virgens. Lisboa: Guimarães Editores, 1913. [6]
- Émile Zola, O sonho. Lisboa: Guimarães Editores, 1914. [7]
- Emilio Castelar, História de duas almas. Lisboa: Guimarães Editores, 1914. [8]
- Jean Grave, O indivíduo e a sociedade. Lisboa: Guimarães Editores, 1914. [9]
- Victor Hugo, O Reno: cartas a um amigo. Lisboa: Guimarães Editores, 1915. [10]
- Victor Hugo, França e Bélgica: Alpes e Pirenéus. Lisboa: Guimarães Editores, 1915. [11]
- Alexandre Dumas, Uma noite em Florença. Lisboa: Guimarães Editores, 1916. [12]
- T. Trilby, Romance duma caixeira. Lisboa: Guimarães Editores, 1918. [13]